# El Astillero
El Astillero is een gemeente in de Spaanse provincie Cantabrië in de regio Cantabrië met een oppervlakte van 7 km². El Astillero telt 18.134 inwoners (1 januari 2016). De gemeente bestaat uit hoofdplaats El Astillero en het kleinere Guarnizo.

## Demografische ontwikkeling
Bron: INE; 1857-2011: volkstellingen

## Geboren
- Francisco Gento (1933-2022), voetballer en voetbaltrainer